# Archophileurus vervex
Archophileurus vervex är en skalbaggsart som beskrevs av Hermann Burmeister 1847. Archophileurus vervex ingår i släktet Archophileurus och familjen Dynastidae. Inga underarter finns listade.